# Исраэлян, Виктор Левонович
Ви́ктор Лево́нович Исраэля́н (1 ноября 1919, Тбилиси — 27 сентября 2005) — советский дипломат. Чрезвычайный и полномочный посол (1971). Доктор исторических наук, профессор (1962). Лауреат Государственной премии СССР (1980). Награждён более чем двадцатью государственными орденами и медалями.

## Биография
Родился в семье врача, раннее детство и отрочество провёл в Веймарской республике.
В июне 1941 года с отличием окончил Первый Московский медицинский институт. Во время Великой Отечественной войны служил в Закавказском военном округе. Демобилизован в 1943 году. В 1945 году некоторое время преподавал в Ереванском государственном университете. По возвращении в Москву пошёл по набору в Дипломатическую академию МИД СССР, после её успешного окончания в 1946 году был направлен советником посольства МИД СССР в Вашингтон. С 1951 года — преподаватель Дипломатической академии МИД СССР, в 1961—1968 годах — заведующий кафедрой истории дипломатии.
С 1968 года на дипломатической работе в Нью-Йорке. В 1960—1980-е годы участвовал почти во всех переговорах, консультациях, заседаниях, посвященных выборам генерального секретаря ООН. В 1970-х годах занимался вопросами ООН в министерстве иностранных дел Советского Союза в качестве заведующего Отделом международных организаций министерства, члена советских делегаций на многих сессиях Генеральной Ассамблеи и представителя СССР в различных органах ООН. В 1973 году входил в специальную команду при Политбюро ЦК КПСС по вопросам Войны Судного дня.
В 1980-х годах работал представителем Советского Союза на Женевской конференции по разоружению. Занимал пост первого заместителя представителя СССР при ООН.
Министерство иностранных дел СССР оставил в 1990 году, с того же времени жил в США в университетском городке Стейт-Колледж, штат Пенсильвания.

## Работы
Научные труды В. Л. Исраэляна опубликованы во многих странах мира (США, Англия, Франция, Польша, Чехословакия, Венгрия).
Книги
- Исраэлян В. Л. Дипломатическая история Великой Отечественной войны 1941—1945 гг. — М.: Издательство ИМО, 1959. — 367 с.
- Исраэлян В. Л., Нежинский Л. Н. Новейшая история Венгрии (1918-1962 гг.): (учебное пособие). — М.: Издательство ИМО, 1962. — 267 с.
- Исраэлян В. Л. Антигитлеровская коалиция (дипломатическое сотрудничество СССР, США и Англии в годы второй мировой войны). — М.: Международные отношения, 1964. — 608 с.
- Исраэлян В. Л., Кутаков Л. Н. Дипломатия агрессоров: германо-итало-японский фашистский блок. История его возникновения и крах. — М.: Наука, 1967. — 436 с.
- Исраэлян В. Л. Дипломатия в годы войны (1941-1945). — М.: Международные отношения, 1985. — 477 с. — (Библиотека "Внешняя политика. Дипломатия").
- Исраэлян В. Л. Дипломаты лицом к лицу. — М.: Международные отношения. — 1990. — 352 с. — ISBN 5-7133-0184-2
- Исраэлян В. Л. На фронтах холодной войны: записки советского посла. — М.: Мир, 2003. — 366 с. — ISBN 5-03-003584-2
- Исраэлян В. Л. Дипломатия — моя жизнь: из личного архива российского дипломата. — М.: Изд-во МБА, 2006. — 225, [3] с., [6] л. фото. — ISBN 5-902445-01-9

Статьи
- Исраэлян В. Л., Попов В. И. Установление дипломатических отношений между СССР и США в 1933 г. // Исторические записки. T. 55 М., 1956. С. 65-88.
- Заколдованный круг в ООН
- О дипломатических переговорах
- Последний министр иностранных дел СССР